# BDSM y kink en Argentina
El BDSM y las sexualidades kink en Argentina tienen un considerable desarrollo, con comunidades organizadas y encuentros sociales desde la década de 1990, y antecedentes que se remontan al menos a la década de 1960. El país es sede de la red social Mazmo o Mazmorra, la más importante en el BDSM de habla hispana, y la comunidad formada en su derredor, con núcleos activos en Buenos Aires, Rosario y Córdoba, principalmente, que dan vida a encuentros virtuales y físicos, foros temáticos de información y debate online, talleres, intercambios de imágenes privadas, chats, encuentros mensuales con prácticas BDSM denominadas «eventos», reuniones en bares llamados «alters office o simplemente alters» y picnics en plazas públicas, en las que participan personas de todos los géneros y orientaciones sexuales. Desde inicios de la década de 2010, el crecimiento de la comunidad BDSM en Argentina ha sido exponencial. En 2014 se organizó en Buenos Aires la primera Convención Latinoamericana de BDSM.
En el ámbito artístico de temática BDSM, se destacan la novela Un año sin amor (1998), de Pablo Pérez,  el film homónimo (2005) dirigido por Anahí Berneri y la película Las hijas del fuego (2018), dirigida por Albertina Carri.

## Historia
La formación de una comunidad BDSM y kinky se remonta a finales de la década de 1990 en la Ciudad de Buenos Aires, con encuentros organizados por la comunidad leather gay en el cine porno ABC desde 1998 y que sostuvo sitios como la Casona del Sado, inaugurada en 1999. Por otro lado, existía desde antes un “circuito pago” donde mujeres cis y trans, y hombres, cumplían el rol de “dominantes”.
Ya en la primera década del siglo XXI, comienzan a gestarse los primeros lugares virtuales de encuentro (foros, salas de chats, blogs y portales), como la sala de chat #Mazmorra, y luego Aldea Sado (hoy desaparecida), el primer portal BDSM de Argentina. En 2006 apareció Mazmorra, luego renombrada como Mazmo, que se convertiría en el principal ámbito virtual y físico de encuentro BDSM, con foros temáticos de información y debate online, biblioteca de libros eróticos, feed para compartir imágenes privadas, chat, encuentros mensuales con prácticas BDSM denominadas «eventos», reuniones en bares llamados «alters office o simplemente alters», picnics en plazas públicas y programas de radio, en la que participan personas de todos los géneros y orientaciones sexuales. Usuarios de Mazmorra llegaron a formar una banda que tocaba temas «sadomasoquistas» de tono humorístico, llamada Los Cuadraditos de Mazmorra.
En 2011 Mazmorra abrió un bar «fetichista» llamado Deviant, que fue clausurado por el Gobierno de la Ciudad de Buenos Aires al año siguiente. En 2012 la comunidad BDSM de Argentina participó organizadamente por primera vez en la Marcha del Orgullo, con un "Camión Sado", y en 2013 formó parte de la 38° Comisión Organizadora de la Marcha del Orgullo. En 2014 Mazmorra organizó la primera Convención Latinoamericana de BDSM. Existen también varios talleres sobre intercambio erótico de poder-base del BDSM-, ataduras y shibari, así como sobre cuidados y precauciones (tanto en las prácticas como de los abusadores).
Desde inicios de la década de 2010, el crecimiento de la comunidad BDSM en Argentina ha sido exponencial. Mazmo pasó de tener 22.000 usuarios en 2012 a tener 116.114 usuarios al iniciarse 2022. Además de Buenos Aires, se han formado núcleos comunitarios en Córdoba y Rosario.
En el ámbito artístico de temática BDSM, se destacan la novela Un año sin amor (1998), de Pablo Pérez, el film homónimo (2005) dirigido por Anahí Berneri y la película Las hijas del fuego (2018), dirigida por Albertina Carri.